# Susanna Lehtinen
Susanna Lehtinen, född 5 augusti 1983, är en före detta fotbollsspelare från Finland (mittfältare) som spelade i KIF Örebro DFF från säsongen 2008 tills hon avslutade karriären år 2015.